# アンナ・タチシビリ
- アンナ・タチシュビリ

アンナ・タチシビリ（Anna Tatishvili, グルジア語: ანა ტატიშვილი, 1990年2月3日 - ）は、アメリカの女子プロテニス選手。ジョージア（旧称グルジア）・トビリシ出身。WTAツアーでダブルス1勝を挙げた。自己最高ランキングはシングルス50位、ダブルス59位。身長171cm、体重62kg。右利き、バックハンド・ストロークは両手打ち。「タチシュビリ」の表記揺れも多い。

## 来歴
4歳からテニスを始める。7歳から13歳までアメリカ・ボカラトンのクリス・エバート・アカデミーに通った。
2005年にプロに転向する。4大大会では2011年全仏オープンで初出場した。2012年7月のロンドン五輪でオリンピックに初出場した。シングルス2回戦でロシアのナディア・ペトロワに 3-6, 7-6, 2-6 で敗れた。2012年全米オープンで自己最高の4回戦に進出した。4回戦で第1シードのビクトリア・アザレンカに 2-6, 2-6 で敗れた。
タチシビリは2014年にアメリカ国籍を取得した。2014年10月のリンツ大会のダブルスでラルカ・オラルと組んで優勝しWTAツアー初タイトルを獲得している。
故障から復帰した2019年全仏オープンでは1回戦でマリア・サッカリに 0-6, 1-6 で敗れた。この試合が「プロの基準」でプレーしなかったとして、賞金を没収された。タチシビリは異議を申し立て認められ賞金が返還された。
タチシビリは2020年3月現役引退を発表した。

## WTAツアー決勝進出結果

### ダブルス: 3回 (1勝2敗)
| 大会グレード                  |
| ----------------------------- |
| グランドスラム (0–0)          |
| WTAファイナルズ (0–0)         |
| プレミア・マンダトリー (0–0)  |
| プレミア5 (0-0)               |
| WTAエリート・トロフィー (0-0) |
| プレミア (0–0)                |
| インターナショナル (1–2)      |

| 結果   | No. | 決勝日         | 大会               | サーフェス    | パートナー             | 対戦相手                                            | スコア           |
| ------ | --- | -------------- | ------------------ | ------------- | ---------------------- | --------------------------------------------------- | ---------------- |
| 準優勝 | 1.  | 2011年9月18日  | ケベック・シティー | ハード (室内) | ジェイミー・ハンプトン | ラケル・コップス＝ジョーンズ アビゲイル・スピアーズ | 1–6, 6–3, [6–10] |
| 準優勝 | 2.  | 2013年7月14日  | ブダペスト         | クレー        | ニーナ・ブラチコワ     | アンドレア・フラバーチコバ ルーシー・ハラデツカ     | 4–6, 1–6         |
| 優勝   | 1.  | 2014年10月12日 | リンツ             | ハード (室内) | ラルカ・オラル         | アニカ・ベック キャロリン・ガルシア                 | 6-2, 6-1         |

## 4大大会シングルス成績
略語の説明
| W | F | SF | QF | #R | RR | Q# | LQ | A | Z# | PO | G | S | B | NMS | P | NH |

W=優勝, F=準優勝, SF=ベスト4, QF=ベスト8, #R=#回戦敗退, RR=ラウンドロビン敗退, Q#=予選#回戦敗退, LQ=予選敗退, A=大会不参加, Z#=デビスカップ/BJKカップ地域ゾーン, PO=デビスカップ/BJKカッププレーオフ, G=オリンピック金メダル, S=オリンピック銀メダル, B=オリンピック銅メダル, NMS=マスターズシリーズから降格, P=開催延期, NH=開催なし.
| 大会           | 2007 | 2008 | 2009 | 2010 | 2011 | 2012 | 2013 | 2014 | 2015 | 2016 | 2017 | 2018 | 2019 | 通算成績 |
| -------------- | ---- | ---- | ---- | ---- | ---- | ---- | ---- | ---- | ---- | ---- | ---- | ---- | ---- | -------- |
| 全豪オープン   | A    | A    | LQ   | LQ   | LQ   | 2R   | 1R   | 1R   | 2R   | 1R   | 1R   | A    | A    | 2–6      |
| 全仏オープン   | A    | A    | LQ   | LQ   | 1R   | 1R   | 1R   | 1R   | LQ   | LQ   | A    | A    | 1R   | 0–5      |
| ウィンブルドン | A    | A    | LQ   | LQ   | 2R   | 2R   | 1R   | 1R   | LQ   | 1R   | A    | A    | A    | 2–5      |
| 全米オープン   | LQ   | LQ   | LQ   | LQ   | 1R   | 4R   | 1R   | LQ   | 2R   | A    | A    | A    | A    | 4–4      |